# Milan Janić
Milan Janić (* 14. Juni 1957 in Bačka Palanka; † 1. Januar 2003 in Belgrad) war ein jugoslawischer Kanute.

## Karriere
Milan Janić nahm an zwei Olympischen Spielen teil. Seine erste Teilnahme erfolgte anlässlich der Olympischen Spiele 1980 in Moskau, bei denen er im Einer-Kajak in zwei Wettbewerben antrat. Über 500 Meter zog er nach zweiten Plätzen in den Vor- und Halbfinalläufen ins Finale ein und verpasste in diesem nach 1:45,63 Minuten als Vierter hinter Vasile Dîba knapp einen Medaillengewinn. Auch auf der 1000-Meter-Strecke gelang ihm der Finaleinzug, als er sowohl seinen Vorlauf als auch seinen Halbfinallauf gewann. Dort kam er jedoch nicht über den siebten Platz hinaus.
Bei den Olympischen Spielen 1984 in Los Angeles ging Janić erneut auf den beiden Distanzen im Einer-Kajak an den Start. Beim Wettkampf über 500 Meter schaffte er nach Rang eins in den Vorläufen und Rang zwei in den Halbfinalläufen zwar die Finalqualifikation, wurde im Endlauf aber letztlich nach 1:49,9 Minuten Neunter und damit Letzter. Erfolgreicher verlief das Rennen über 1000 Meter. Wieder gewann er seinen Vorlauf und wurde in seinem Halbfinallauf Zweiter. Im Finale musste er sich anschließend mit einer Laufzeit von 3:46,88 Minuten lediglich Alan Thompson aus Neuseeland geschlagen geben, der in 3:45,73 Minuten Olympiasieger wurde. Für Janić blieb als Zweitplatzierter die Silbermedaille, während die Bronzemedaille für Rang drei an Gregory Barton aus den Vereinigten Staaten ging. Dank seines Medaillengewinns wurde er 1984 zu Kroatiens Sportler des Jahres gewählt.
Sehr erfolgreich war Janić im Einer-Kajak auch bei Weltmeisterschaften. Auf der 1000-Meter-Distanz gewann er 1978 in Belgrad die Silbermedaille und wurde außerdem über die Marathon-Strecke von 10.000 Metern Weltmeister. 1979 verteidigte er in Duisburg über 10.000 Meter seinen Titel. Im Jahr darauf belegte er in Nottingham auf dieser Strecke hinter Einar Rasmussen den zweiten Platz, den er in Duisburg noch auf Rang zwei verwiesen hatte. 1982 gewann Janić in Belgrad dann wieder vor Rasmussen seinen dritten Weltmeistertitel über 10.000 Meter, ehe 1983 in Tampere wieder Rasmussen vor Janić als Erster das Ziel des WM-Finals erreichte. Bei den Mittelmeerspielen 1979 in Split sicherte sich Janić drei Silbermedaillen: im Einer-Kajak über 500 und über 1000 Meter sowie im Zweier-Kajak über 1000 Meter.
Seine beiden Söhne Mićo und Stjepan Janić und auch seine Tochter Natasa Janics waren ebenfalls international erfolgreiche Kanuten. An Neujahr 2003 kam Janić bei einem Verkehrsunfall ums Leben.